# Tridactyle truncatiloba
Tridactyle truncatiloba är en orkidéart som beskrevs av Victor Samuel Summerhayes. Tridactyle truncatiloba ingår i släktet Tridactyle och familjen orkidéer.
Artens utbredningsområde är Gabon. Inga underarter finns listade i Catalogue of Life.